# Nekrolog 1813
Nekrolog
◄◄
| ◄
| 1809
| 1810
| 1811
| 1812
| 1813 | 1814 | 1815 | 1816 | 1817 | ► | ►►
Weitere Ereignisse | Allgemeiner Nekrolog 1813
Die Beschreibung der verstorbenen Person sollte so kurz wie möglich gehalten sein und nur deren signifikante Tätigkeit(en) enthalten.
Neue Namen ggf. auch unter dem Geburts- und Sterbedatum, also etwa unter 1. Januar und im Geburts- und Sterbejahr (2024) eintragen (nur bei entsprechender großer Wichtigkeit). Für Beispiele siehe die schon vorhandenen Artikel.
Außerdem über die fünf zuletzt Verstorbenen, zu denen es einen ausreichend guten Artikel für eine Präsentation auf der Hauptseite gibt, nach der todesbedingten Überarbeitung der Artikel ggf. auch unter Wikipedia Diskussion:Hauptseite informieren und sie am besten auch in den anderen Wikipedia-Sprachversionen eintragen. Tipp: Regelmäßig bei news.google.de nach „ist tot“, „gestorben“ oder „verstorben“ suchen.
Wenn eine Person gestorben ist, gibt es viele Seiten zu dieser Person in der Wikipedia, die davon auch betroffen sind und entsprechend aktualisiert werden müssen. Beispiele: Namenübersichtsseite, Geburtsjahr, Geburtsort-Seiten und viele mehr.
Wie finde ich die betroffenen Seiten?
Im Suchfeld auf der linken Seite gibt man den Suchbegriff so ein: „Vorname Nachname“. Dann klickt man auf Volltext und alle Seiten mit entsprechendem Suchtext werden aufgerufen. Hier sieht man dann schnell, wo auch das Todesjahr Sinn macht oder sogar ein Teil des Artikels angepasst werden muss. Auch hilft das „Werkzeug“ auf der linken Seite sehr gut, um solche Seiten aufzufinden: „Links auf diese Seite“. Somit ist die Wikipedia wieder aktuell in allen Bereichen! Hinweis: bei Eintragung der Kategorie „Gestorben JAHR“ wird der Missbrauchsfilter 49 ausgelöst, was jedoch nicht schlimm ist. Siehe: Spezial:Missbrauchsfilter/49
Dies ist eine Liste von im Jahr 1813 verstorbenen bekannten Persönlichkeiten. Die Einträge erfolgen innerhalb der einzelnen Daten alphabetisch sortiert. Tiere sind im Nekrolog für Tiere zu finden.

## Januar
| Tag        | Name                                       | Beruf, bekannt als                                             | Alter | Beleg |
| ---------- | ------------------------------------------ | -------------------------------------------------------------- | ----- | ----- |
| 3. Januar  | Bennelong                                  | Älterer der Eora, ein Aborigine                                |       |       |
| 4. Januar  | Maria Anna von Oeyen                       | Äbtissin                                                       | 75    |       |
| 5. Januar  | Karl von Zinzendorf                        | österreichischer Staatsmann                                    | 74    |       |
| 6. Januar  | Louis Baraguey d’Hilliers                  | französischer General                                          | 48    |       |
| 6. Januar  | John Tyler senior                          | US-amerikanischer Politiker und Jurist                         | 65    |       |
| 7. Januar  | Konrad Heinrich von Wedel                  | preußischer Generalmajor                                       | 71    |       |
| 8. Januar  | Johann Christian Lossius                   | deutscher Philosoph                                            | 69    |       |
| 9. Januar  | Robert Anderson                            | US-amerikanischer Politiker                                    | 71    |       |
| 11. Januar | Giuseppe Aprile                            | italienischer Sänger und Kastrat                               | 80    |       |
| 11. Januar | Ignaz Zehetmayr                            | Klosterrichter in Weihenstephan und Bürgermeister von Freising |       |       |
| 13. Januar | Ludwig von Chasôt                          | preußischer Offizier, Stadtkommandant von Berlin (1807–1809)   | 49    |       |
| 13. Januar | Benjamin Walker                            | US-amerikanischer Politiker                                    |       |       |
| 14. Januar | Ignazio Raimondi                           | italienischer Geiger, Komponist und Konzertveranstalter        |       |       |
| 15. Januar | Anton Bernolák                             | slowakischer Priester und Philologe                            | 50    |       |
| 16. Januar | Jakob Anton von Zallinger zum Thurn        | Jesuit, Kirchenrechtler und Philosoph                          | 77    |       |
| 18. Januar | Abel François Nicolas Caroillon de Vandeul | französischer Unternehmer                                      | 66    |       |
| 20. Januar | Christoph Martin Wieland                   | deutscher Dichter, Übersetzer und Herausgeber der Aufklärung   | 79    |       |
| 23. Januar | George Clymer                              | US-amerikanischer Politiker und einer der Gründerväter der USA | 73    |       |
| 24. Januar | Theodore Sedgwick                          | US-amerikanischer Jurist und Politiker                         | 66    |       |
| 28. Januar | Sophie Lalive de Bellegarde                | französische Gräfin                                            | 82    |       |
| 28. Januar | Johann Joseph Rösler                       | böhmischer Komponist                                           | 41    |       |

## Februar
| Tag         | Name                                                      | Beruf, bekannt als                                                              | Alter | Beleg |
| ----------- | --------------------------------------------------------- | ------------------------------------------------------------------------------- | ----- | ----- |
| 1. Februar  | Nathanael Ernst Dauter                                    | deutscher Mediziner und Naturforscher                                           | 56    |       |
| 3. Februar  | Samuel Ashe                                               | Gouverneur von North Carolina                                                   | 87    |       |
| 3. Februar  | Bonaventura Corti                                         | italienischer Botaniker                                                         | 83    |       |
| 3. Februar  | Friedrich von Saint Paul                                  | preußischer Offizier und Träger des Ordens Pour le Mérite                       | 44    |       |
| 4. Februar  | Johann August Heinrich Ulrich                             | deutscher Philosoph                                                             | 66    |       |
| 5. Februar  | William Berczy                                            | deutsch-kanadischer Pionier, Maler und Architekt                                | 68    |       |
| 5. Februar  | Carl Erfurdt                                              | deutscher Klassischer Philologe und Pädagoge                                    | 32    |       |
| 5. Februar  | Johann Christian von Pontanus                             | preußischer Generalmajor der Artillerie                                         | 70    |       |
| 6. Februar  | Jacoba Wouters                                            | niederländische Tänzerin, Sängerin und Schauspielerin                           |       |       |
| 7. Februar  | Thomas M. Green junior                                    | US-amerikanischer Politiker                                                     | 54    |       |
| 17. Februar | Caroline Rellstab                                         | deutsche Sängerin (Sopran)                                                      | 18    |       |
| 8. Februar  | Takatsukasa Sukehira                                      | japanischer für Regent für Kōkaku                                               |       |       |
| 8. Februar  | Erhard Gustav von Wedel                                   | königlich preußischer, holländischer und zuletzt französischer Generalmajor     | 56    |       |
| 9. Februar  | Adolf Friedrich von Rochow                                | preußischer Kammerherr und Gutsbesitzer                                         | 54    |       |
| 11. Februar | Anders Gustaf Ekeberg                                     | schwedischer Naturforscher und Chemiker                                         | 46    |       |
| 11. Februar | George Nugent-Temple-Grenville, 1. Marquess of Buckingham | britischer Adliger und Politiker                                                | 59    |       |
| 15. Februar | Francis Home                                              | schottischer Chemiker und Mediziner                                             | 93    |       |
| 15. Februar | Johann Wilhelm Pauli                                      | Freiheitskämpfer im sogenannten Knüppelrussenaufstand                           | 19    |       |
| 17. Februar | Friedrich Georg Ludwig von Borcke                         | preußischer Landrat                                                             | 66    |       |
| 17. Februar | Christian Daniel Erhard                                   | deutscher Rechtswissenschaftler und Dichter                                     | 54    |       |
| 17. Februar | Moritz zu Salm-Kyrburg                                    | Regent im Fürstentum Salm                                                       | 51    |       |
| 17. Februar | Anton Carl Ludwig von Tabouillot                          | französisch-deutscher Gutsbesitzer, Bürgermeister von Essen                     | 37    |       |
| 20. Februar | Alexander von Blomberg                                    | deutscher Dichter und preußischer Offizier                                      | 25    |       |
| 20. Februar | Franz Michael Senn                                        | Tiroler Freiheitskämpfer                                                        | 53    |       |
| 21. Februar | José Viera y Clavijo                                      | spanischer katholischer Geistlicher, Universalgelehrter, Dichter der Aufklärung |       |       |
| 23. Februar | August Adam Heinrich von Bismark                          | königlich-preußischer Generalleutnant, Chef des Leibkarabiner-Regiments         | 74    |       |
| 24. Februar | Gerhard Ludwig Hurlebusch                                 | Hofmedikus                                                                      | 59    |       |
| 26. Februar | Robert R. Livingston                                      | US-amerikanischer Politiker                                                     | 66    |       |
| 27. Februar | Carl Friedrich Ballhorn der Ältere                        | preußischer evangelischer Geistlicher, Jurist und Beamter                       | 81    |       |
| 27. Februar | Christian Ferdinand von Richthofen                        | preußischer Rittmeister und Landrat                                             | 69    |       |
| 28. Februar | Benjamin Friedrich Schmieder                              | deutscher Philologe und Schulmann                                               | 77    |       |
| Februar     | Martin Knaus                                              | deutscher Zimmermann und Mühlenarzt                                             |       |       |

## März
| Tag      | Name                                | Beruf, bekannt als                                                                                          | Alter | Beleg |
| -------- | ----------------------------------- | --- | ----- | ----- |
| 3. März  | Ernst von Gemmingen-Hornberg        | deutscher Komponist, Diplomat und Reichsritter                                                              | 54    |       |
| 3. März  | Juan Martínez de Rozas              | chilenischer Unabhängigkeitskämpfer                                                                         |       |       |
| 7. März  | Johann Gabriel Bernhard Büschel     | deutscher Publizist, Dramatiker und Epiker                                                                  |       |       |
| 7. März  | Hans Jacob Mumenthaler              | Schweizer Chemiker, Mechaniker und Opticus                                                                  | 83    |       |
| 11. März | Friedrich Heinrich von Katte        | königlich preußischer Generalleutnant                                                                       |       |       |
| 11. März | Jean-Louis Giraud-Soulavie          | französischer Diplomat, Historiker und Geologe                                                              | 61    |       |
| 12. März | Anton Michl                         | deutscher katholischer Theologe und Hochschullehrer                                                         | 59    |       |
| 13. März | Georg Adolf Suckow                  | deutscher Naturwissenschaftler                                                                              | 62    |       |
| 14. März | Christian Ehregott Weinlig          | deutscher Komponist und Kreuzkantor                                                                         | 69    |       |
| 15. März | Christian August Siegfried Hoffmann | Mineraloge, Edelstein-Inspektor und Administrator der akademischen Mineralienniederlage in Freiberg         | 52    |       |
| 17. März | Jacques Pierre Abbatucci            | korsischer General                                                                                          | 89    |       |
| 17. März | William Houstoun                    | US-amerikanischer Politiker                                                                                 |       |       |
| 17. März | Adam Schlotthauer                   | deutscher Tänzer und Komiker                                                                                |       |       |
| 18. März | Marie Catherine Brignole            | Fürstin von Monaco und von Condé                                                                            | 75    |       |
| 21. März | Engelbert vom Bruck                 | deutscher Publizist und Vertreter der Aufklärung                                                            | 74    |       |
| 21. März | Carl Immanuel Löscher               | deutscher Konstrukteur und der Erfinder der Mammutpumpe                                                     | 62    |       |
| 22. März | Johann Wenzel von Haugwitz          | preußischer Kriegsrat- und Landrat                                                                          |       |       |
| 23. März | Augusta von Hannover                | Prinzessin von Großbritannien, Herzogin von Braunschweig-Lüneburg und Fürstin von Braunschweig-Wolfenbüttel | 75    |       |
| 30. März | Johann Friedrich Hennert            | deutscher Mathematiker und Astronom                                                                         | 79    |       |
| 30. März | Pierre-Frédéric de Meuron           | Schweizer Offizier in fremden Diensten, Militärgouverneur von Sri Lanka und Generalleutnant                 | 66    |       |
| 31. März | Johann Diederich Cordes             | deutscher Kaufmann und Hamburger Ratsherr                                                                   | 82    |       |
| März     | Pascual Ruiz Huidobro               | spanischer Politiker                                                                                        | 60    |       |
| März     | Conrad Anschuh                      | deutscher Räuber, Mitglieder der Wetterauer Bande                                                           |       |       |
| März     | Ludwig Funk                         | deutscher Räuber, Mitglieder der Wetterauer Bande                                                           |       |       |
| März     | Johann Justus Dietz                 | deutscher Räuber, Mitglied der Wetterauer Bande                                                             |       |       |

## April
| Tag       | Name                                  | Beruf, bekannt als                                                                                | Alter | Beleg |
| --------- | ------------------------------------- | ------------------------------------------------------------------------------------------------- | ----- | ----- |
| 1. April  | Johann Joseph Meisburger              | deutscher Baumeister und Stuckateur des Klassizismus                                              | 67    |       |
| 3. April  | Friederike Brion                      | elsässische Pfarrerstochter, erste große Liebe von Johann Wolfgang Goethe                         |       |       |
| 5. April  | Charlotte von Bourbon-Parma           | Tochter Maria Amalia von Österreichs und Ferdinands von Bourbon-Parma                             | 35    |       |
| 5. April  | Joseph Morand                         | französischer General in napoleonischen Diensten                                                  | 55    |       |
| 5. April  | Ludwig Johann Adolf von Wurmb         | Generalleutnant in der hessen-kasselschen Armee                                                   | 76    |       |
| 7. April  | James Cochran                         | US-amerikanischer Politiker                                                                       |       |       |
| 8. April  | Robert Whitehill                      | US-amerikanischer Politiker                                                                       | 74    |       |
| 10. April | Albrecht Ludwig von Berger            | Landvogt in Oldenburg, Jurist und Opfer des französischen Despotismus                             | 44    |       |
| 10. April | Christian Daniel von Finckh           | deutscher Tribunalrichter des Arrondissements Oldenburg                                           | 46    |       |
| 10. April | Joseph-Louis Lagrange                 | italienischer Mathematiker und Astronom                                                           | 77    |       |
| 12. April | Jean-François Carteaux                | General der französischen Armee                                                                   | 62    |       |
| 14. April | Caroline Demmer                       | deutsch-österreichische Schauspielerin und Sängerin                                               | 49    |       |
| 14. April | Joachim Nicolas Eggert                | schwedischer Komponist und Dirigent                                                               | 34    |       |
| 15. April | Georg Fein senior                     | Bürgermeister der Stadt Helmstedt                                                                 | 58    |       |
| 16. April | August Ludwig Georg von Hedemann      | deutscher Dragoneroffizier                                                                        | 74    |       |
| 18. April | Wassiliy Gawrilow                     | russischer Kosake und Offizier                                                                    | 28    |       |
| 19. April | Benjamin Rush                         | britisch-US-amerikanischer Arzt, Schriftsteller, Lehrer, Humanist, einer der Gründerväter der USA | 67    |       |
| 19. April | Anton Anselm Capellini von Wickenburg | bayerischer Diplomat und Reichsgraf                                                               | 62    |       |
| 23. April | Benjamin Say                          | US-amerikanischer Politiker                                                                       | 57    |       |
| 27. April | Zebulon Pike                          | US-amerikanischer Offizier und Entdecker                                                          | 34    |       |
| 27. April | Christian Ludwig Adolph von Rhade     | preußischer Rittmeister und Landrat                                                               | 49    |       |
| 28. April | Michail Illarionowitsch Kutusow       | russischer Generalfeldmarschall                                                                   | 67    |       |

## Mai
| Tag     | Name                           | Beruf, bekannt als                                                                      | Alter | Beleg |
| ------- | ------------------------------ | --------------------------------------------------------------------------------------- | ----- | ----- |
| 1. Mai  | Jean-Baptiste Bessières        | französischer General                                                                   | 44    |       |
| 1. Mai  | Jacques Delille                | französischer Dichter                                                                   | 74    |       |
| 2. Mai  | Christian Gottlieb Berger      | deutscher Freiwilliger der Befreiungskriege                                             | 26    |       |
| 2. Mai  | Georg Ernst Wilhelm Crome      | deutscher Agrarwissenschaftler                                                          | 32    |       |
| 2. Mai  | Antonio Despuig y Dameto       | spanischer Erzbischof und Kardinal                                                      | 68    |       |
| 2. Mai  | Leopold von Hessen-Homburg     | Prinz von Hessen-Homburg                                                                | 26    |       |
| 2. Mai  | August Ferdinand von Preußen   | preußischer General der Infanterie, Herrenmeister des Johanniterordens                  | 82    |       |
| 5. Mai  | Georg Friedrich von Kall       | preußischer Major, Regimentskommandeur                                                  | 31    |       |
| 8. Mai  | Jean Pierre Saurine            | französischer Kleriker                                                                  | 80    |       |
| 8. Mai  | Johann Prokop von Schaffgotsch | Generalvikar von Königgrätz; Weihbischof und Generalvikar von Prag; Bischof von Budweis | 64    |       |
| 10. Mai | Johann Karl Wilhelm Illiger    | deutscher Zoologe und Entomologe                                                        | 37    |       |
| 10. Mai | Daniel Ilsley                  | US-amerikanischer Politiker                                                             | 72    |       |
| 10. Mai | Thomas Mansel Talbot           | britischer Landadliger und Kunstsammler                                                 |       |       |
| 11. Mai | Johann Georg Schütz            | deutscher Maler und Radierer                                                            | 57    |       |
| 11. Mai | Amos Stoddard                  | Gouverneur des Louisiana-Territoriums                                                   | 50    |       |
| 15. Mai | Franciszek Ksawery Woyna       | polnischer Schriftsteller und Politiker                                                 |       |       |
| 16. Mai | Jakob Friedrich Kolb           | deutscher Tuchhändler und Maire der Stadt Aachen                                        |       |       |
| 17. Mai | Franz von Frehlich             | österreichischer Generalmajor und Ritter des Maria-Theresia-Ordens                      |       |       |
| 19. Mai | Rémy Grillot                   | französischer General der Infanterie                                                    | 47    |       |
| 19. Mai | Leopold von Luck               | preußischer Offizier, zuletzt Generalmajor                                              | 72    |       |
| 21. Mai | Johann Gottfried Dyck          | deutscher Buchhändler und Schriftsteller                                                | 63    |       |
| 22. Mai | Johann Jakob Dorner der Ältere | deutscher Künstler                                                                      | 71    |       |
| 22. Mai | François Joseph Kirgener       | französischer Divisionsgeneral                                                          | 46    |       |
| 23. Mai | Géraud Christophe Michel Duroc | französischer General, Großmarschall des Palastes                                       | 40    |       |
| 25. Mai | Clemens Lipper                 | deutscher Architekt und römisch-katholischer Geistlicher                                | 70    |       |
| 25. Mai | Raphael Ris                    | Schweizer Rabbiner und Kabbalist                                                        | 85    |       |
| 26. Mai | Moses Robinson                 | US-amerikanischer Jurist und Politiker                                                  | 72    |       |
| 26. Mai | Gottfried Erich Rosenthal      | deutscher Meteorologe, Geodät und Instrumentenbauer                                     | 68    |       |
| 27. Mai | Friedrich Ferdinand Flemming   | deutscher Augenarzt, Komponist und Sänger                                               | 35    |       |
| 28. Mai | Carl von Hardenberg            | deutscher Dichter und sächsischer Beamter                                               | 37    |       |
| 28. Mai | Eggert Christopher Knuth       | dänischer Jurist, Amtmann und Graf                                                      | 27    |       |
| 28. Mai | Gabriel Ignaz Ritter           | österreichisch-französischer Architekt                                                  | 80    |       |
| 30. Mai | Edmund von Loë                 | Gutsbesitzer, französischer Senator und Staatsrat                                       | 63    |       |

## Juni
| Tag      | Name                                  | Beruf, bekannt als                                                                    | Alter | Beleg |
| -------- | ------------------------------------- | ------------------------------------------------------------------------------------- | ----- | ----- |
| 1. Juni  | Philipp von Ivernois                  | preußischer Generalmajor                                                              | 58    |       |
| 3. Juni  | Wilhelm Gottlieb Becker               | deutscher Belletrist und Kunstschriftsteller                                          | 59    |       |
| 3. Juni  | Isaac Coles                           | US-amerikanischer Politiker                                                           | 66    |       |
| 4. Juni  | James Lawrence                        | US-amerikanischer Marineoffizier                                                      | 31    |       |
| 5. Juni  | Jean Pierre Joseph Bruguière          | französischer Divisionsgeneral                                                        | 40    |       |
| 5. Juni  | Johann Georg Lampe                    | deutscher lutherischer Theologe und Geistlicher                                       |       |       |
| 6. Juni  | Alexandre-Théodore Brongniart         | französischer Architekt                                                               | 74    |       |
| 8. Juni  | Carl Friedrich Leopold von Gerlach    | Berliner Oberbürgermeister                                                            | 55    |       |
| 8. Juni  | Johann Stephan Capieux                | deutscher Illustrator hugenottischer Abstammung                                       | 65    |       |
| 10. Juni | Ramón Power y Giralt                  | puerto-ricanischer Admiral und Politiker                                              | 37    |       |
| 11. Juni | Christian Georg Wilpert               | deutsch-baltischer Kaufmann und Bürgermeister von Riga                                | 71    |       |
| 14. Juni | James Donn                            | englischer Botaniker                                                                  |       |       |
| 15. Juni | Candid Huber                          | deutscher Benediktinermönch und Forstbotaniker                                        | 66    |       |
| 16. Juni | Joseph Richter                        | österreichischer Schriftsteller                                                       | 64    |       |
| 16. Juni | Johann Franz von Riffel               | deutscher Jurist, hoher Verwaltungsbeamter und Richter                                |       |       |
| 16. Juni | James Wood                            | US-amerikanischer Politiker                                                           | 72    |       |
| 17. Juni | Charles Middleton, 1. Baron Barham    | britischer Admiral, Abgeordneter des House of Commons und Mitglied des House of Lords | 86    |       |
| 18. Juni | Hōseidō Kisanji                       | japanischer Schriftsteller                                                            | 78    |       |
| 19. Juni | Heinrich Ludwig Willibald Barckhausen | preußischer Jurist und Stadtpräsident von Halle                                       |       |       |
| 19. Juni | Johann Christoph Rincklake            | romantischer Porträtmaler                                                             | 48    |       |
| 20. Juni | Alexei Grigorjewitsch Bobrinski       | russischer Generalmajor                                                               | 51    |       |
| 21. Juni | Johann Christoph Röder                | deutscher Bergmeister                                                                 | 84    |       |
| 22. Juni | Anton Graff                           | Schweizer Portraitmaler                                                               | 76    |       |
| 24. Juni | Claude Dallemagne                     | französischer Divisionsgeneral der Infanterie                                         | 58    |       |
| 25. Juni | Johann von Ewald                      | dänischer General                                                                     | 69    |       |
| 25. Juni | Reinhard Ferdinand Heinrich Fischer   | deutscher Architekt                                                                   |       |       |
| 26. Juni | Salomo Dubno                          | hebräischer Dichter und Aufklärer                                                     |       |       |
| 28. Juni | Gerhard von Scharnhorst               | preußischer General                                                                   | 57    |       |
| 28. Juni | Johann Christian Schuch               | Gartengestalter, Hofgärtner                                                           |       |       |
| 30. Juni | Silas Talbot                          | US-amerikanischer Offizier und Politiker                                              | 62    |       |
| Juni     | Charlotte Finch                       | britische Adlige und Gouvernante der Kinder von Georg III. (Vereinigtes Königreich)   |       |       |

## Juli
| Tag      | Name                                              | Beruf, bekannt als                                                             | Alter | Beleg |
| -------- | ------------------------------------------------- | ------------------------------------------------------------------------------ | ----- | ----- |
| 1. Juli  | John Venn                                         | englischer Sozialreformer, Philanthrop und Geistlicher der Church of England   | 54    |       |
| 2. Juli  | Fanny de Beauharnais                              | französische Dichterin                                                         | 75    |       |
| 3. Juli  | Georg Detharding                                  | deutscher lutherischer Theologe und Pastor                                     | 86    |       |
| 5. Juli  | Philipp Jakob Huth von Dessendorf                 | römisch-katholischer Theologe                                                  | 70    |       |
| 6. Juli  | Clementina von Hessen-Rotenburg                   | gräfliche Prinzessin                                                           | 66    |       |
| 6. Juli  | Johann Richard Eberhard                           | süddeutscher Rokokobildhauer                                                   | 74    |       |
| 6. Juli  | Granville Sharp                                   | englischer Gegner der Sklaverei und Gründer der Abolitionismus-Bewegung        | 77    |       |
| 7. Juli  | Jürgen Paul Prahl                                 | Lübecker Knochenhauermeister und Opfer der französischen Okkupation            |       |       |
| 10. Juli | Hans Stephan von Rouquette                        | königlich preußischer Generalleutnant                                          | 71    |       |
| 13. Juli | Johann Friedrich Peter                            | US-amerikanischer Komponist                                                    | 67    |       |
| 13. Juli | Carl Gottfried Wildtfanck                         | Lübecker Ratsherr                                                              |       |       |
| 14. Juli | Carl Czechtitzki                                  | österreichischer Theaterschauspieler und Dramatiker                            |       |       |
| 15. Juli | Gottlieb Bertrand                                 | deutscher Autor                                                                | 38    |       |
| 15. Juli | Friedrich Eberhard Siegmund Günther von Goeckingk | königlich-preußischer General der Kavallerie                                   | 74    |       |
| 15. Juli | Wilhelm Karl von Treuenfels                       | königlich preußischer Generalleutnant und Chef des Infanterie-Regiments Nr. 29 | 72    |       |
| 16. Juli | Johann Ambrosius Barth                            | deutscher Buchhändler und Verleger                                             | 53    |       |
| 19. Juli | Johann Rudolf Burckhardt                          | Schweizer Seidenbandfabrikant, Politiker und Freund der Schönen Künste         | 63    |       |
| 20. Juli | Johann Christian Claudius Devaranne               | deutscher Widerstandskämpfer in den Befreiungskriegen                          | 29    |       |
| 22. Juli | Johann Anton Theodor Heermann                     | deutscher Architekt, preußischer Baubeamter in Posen                           |       |       |
| 22. Juli | George Shaw                                       | englischer Naturforscher                                                       | 61    |       |
| 29. Juli | Valentin von Berger                               | kurhannoverscher Offizier und dänischer General                                | 73    |       |
| 29. Juli | Jean Andoche Junot                                | französischer General und Adjutant Napoléons                                   | 41    |       |
| 29. Juli | Friedrich Valentiner                              | deutscher Mathematiker und Astronom                                            | 56    |       |
| Juli     | Veljko Petrović                                   | serbischer Freiheitskämpfer und Wojwodenführer                                 |       |       |

## August
| Tag        | Name                              | Beruf, bekannt als                                                                        | Alter | Beleg |
| ---------- | --------------------------------- | ----------------------------------------------------------------------------------------- | ----- | ----- |
| 1. August  | Carl Stenborg                     | schwedischer Komponist                                                                    | 60    |       |
| 2. August  | Samuel Osgood                     | US-amerikanischer Kaufmann und Politiker                                                  | 65    |       |
| 8. August  | Christian Gottfried Hermann       | sächsischer Jurist und Bürgermeister von Leipzig                                          | 70    |       |
| 8. August  | Johann Christian Kayser           | deutscher Orgelbauer                                                                      | 63    |       |
| 10. August | Francisco Antonio García Carrasco | spanischer Offizier, Gouverneur von Chile                                                 | 70    |       |
| 10. August | Franz Schoch                      | speyerischer und badischer Beamter                                                        | 51    |       |
| 12. August | Gustaf von Engeström              | schwedischer Bergbauingenieur, Mineraloge und Chemiker                                    | 75    |       |
| 15. August | Johann Nepomuk von Buol-Berenberg | Schweizer Adeliger                                                                        | 67    |       |
| 16. August | Daniel Clark                      | US-amerikanischer Politiker                                                               |       |       |
| 16. August | Franz Otto von Pirch              | preußischer General der Infanterie                                                        | 80    |       |
| 16. August | Bartolomeo Verona                 | italienischer Dekorationsmaler an der Königlichen Hofoper und am Berliner Nationaltheater |       |       |
| 18. August | Johann Ulrich Schwindrazheim      | deutscher Dichter und Geistlicher                                                         | 65    |       |
| 20. August | Josiah Harmar                     | US-amerikanischer Offizier                                                                | 59    |       |
| 20. August | Johann Baptist Vanhal             | böhmischer Komponist                                                                      | 74    |       |
| 21. August | Sophie Magdalene von Dänemark     | Königin von Schweden                                                                      | 67    |       |
| 22. August | Johann Christoph Schultze         | deutscher Komponist                                                                       |       |       |
| 23. August | Alexander Wilson                  | US-amerikanischer Ornithologe, Zeichner und Schriftsteller                                | 47    |       |
| 25. August | Karl Alexander von Bardeleben     | Mitbegründer der preußischen Landwehr                                                     | 42    |       |
| 25. August | Ernst Karl Rudolf von Kalckreuth  | preußischer Generalmajor, Kommandant von Schweidnitz                                      | 68    |       |
| 26. August | Theodor Körner                    | deutscher Schriftsteller                                                                  | 21    |       |
| 26. August | Daniel Gottlob Türk               | deutscher Organist und Musiktheoretiker                                                   | 63    |       |
| 27. August | David von Andrássy                | ungarischer Militär                                                                       | 50    |       |
| 27. August | Johann Christian Friedrich Kühnau | deutscher Lehrer und Schriftsteller                                                       | 30    |       |
| 29. August | Heinrich Adolph Grimm             | deutscher Orientalist                                                                     | 65    |       |
| 29. August | Heinrich LXI. Reuß zu Köstritz    | Erbprinz Reuß zu Köstritz                                                                 | 28    |       |

## September
| Tag           | Name                                      | Beruf, bekannt als                                                                                               | Alter | Beleg |
| ------------- | ----------------------------------------- | --- | ----- | ----- |
| 1. September  | Johann Rulemann Ludwig Eylert             | deutscher Theologe, Professor für Theologie am Akademischen Gymnasium zu Hamm                                    | 81    |       |
| 1. September  | Christoph Samuel John                     | deutscher evangelischer Missionar                                                                                | 66    |       |
| 1. September  | Edmé-Martin Vandermaesen                  | französischer Divisionsgeneral der Infanterie                                                                    | 46    |       |
| 2. September  | Jean-Victor Moreau                        | französischer General der Revolution                                                                             | 50    |       |
| 2. September  | Adolf Friedrich Nolde                     | deutscher Mediziner und Hochschullehrer                                                                          | 49    |       |
| 4. September  | Christian Friedrich von Schimonski        | königlich-preußischer Generalmajor und zuletzt Kommandeur des 16.Schlesischen Landwehr-Infanterie-Regiment       | 68    |       |
| 4. September  | James Wyatt                               | englischer Architekt                                                                                             | 67    |       |
| 5. September  | Friedrich Wilhelm Ludwig von Arnim-Suckow | preußischer Offizier                                                                                             | 33    |       |
| 6. September  | Simon Rottmanner                          | deutscher Kameralist, Agrarreformer, Jurist, Gutsbesitzer und Autor                                              | 73    |       |
| 8. September  | Laurentius Schlemmer                      | deutscher Komponist                                                                                              |       |       |
| 9. September  | Georg I.                                  | Graf von Pyrmont und Fürst von Waldeck                                                                           | 66    |       |
| 11. September | Johann Rudolf Meyer                       | Schweizer Unternehmer und Förderer                                                                               | 74    |       |
| 12. September | Edmund Randolph                           | US-amerikanischer Staatsanwalt, Gouverneur von Virginia, Außenminister und erster United States Attorney General | 60    |       |
| 13. September | Hezekiah                                  | Negus Negest (Kaiser) von Äthiopien (26. Juli 1789 bis Januar 1794)                                              |       |       |
| 14. September | Otto von Wedel                            | preußischer Offizier und Träger des Militärordens Pour le Mérite                                                 | 44    |       |
| 15. September | Johann Matthias von Landsberg zu Erwitte  | Domherr, Hofkammerpräsident und Präsident des geheimen Rates in Münster                                          | 79    |       |
| 17. September | Ignaz Kober                               | österreichischer Orgelbauer                                                                                      | 57    |       |
| 17. September | Ulrike Sophie zu Mecklenburg              | Prinzessin; Herzogin zu Mecklenburg                                                                              | 90    |       |
| 19. September | Andreas Joseph Schopf                     | österreichischer Theaterprinzipal                                                                                |       |       |
| 21. September | Friederike Helene Unger                   | deutsche Schriftstellerin                                                                                        |       |       |
| 22. September | Rose Bertin                               | französische Schneiderin und Hutmacherin                                                                         | 66    |       |
| 22. September | Johann Conrad Hinrichs                    | deutscher Buchhändler und Verleger                                                                               | 49    |       |
| 23. September | Nicola Buschi                             | italienischer römisch-katholischer Bischof                                                                       | 80    |       |
| 24. September | André-Ernest-Modeste Grétry               | belgisch-französischer klassischer Komponist                                                                     | 72    |       |
| 27. September | Jean-Baptiste Olivier                     | französischer Divisionsgeneral der Kavallerie                                                                    | 47    |       |

## Oktober
| Tag         | Name                                                   | Beruf, bekannt als | Alter | Beleg |
| ----------- | ------------------------------------------------------ | --- | ----- | ----- |
| 5. Oktober  | Étienne Ozi                                            | französischer Fagottist und Komponist                                                                                          | 58    |       |
| 5. Oktober  | Eleonore Prochaska                                     | deutsche Freiheitskämpferin unter napoleonischer Fremdherrschaft                                                               | 28    |       |
| 5. Oktober  | Tecumseh                                               | politischer und militärischer Führer der nordamerikanischen Indianer vom Volk der Shawnee                                      |       |       |
| 7. Oktober  | Carolina Petronella van Cuyck                          | niederländische Miniaturmalerin und Zeichnerin                                                                                 | 63    |       |
| 7. Oktober  | Peter Jacob Hjelm                                      | schwedischer Chemiker und Mineraloge                                                                                           | 67    |       |
| 11. Oktober | Robert Kerr                                            | schottischer Autor, Übersetzer und Zoologe                                                                                     |       |       |
| 16. Oktober | Heinrich Ferdinand von Krosigk                         | Gutsherr, preußischer Major, Opfer der Völkerschlacht von Leipzig                                                              | 35    |       |
| 17. Oktober | Christian Friedrich Reuß                               | deutscher Mediziner und Botaniker                                                                                              | 68    |       |
| 18. Oktober | Gustav von Erbach-Schönberg                            | Offizier unter Napoleon, Mitglied der Ehrenlegion                                                                              | 22    |       |
| 18. Oktober | Honoré Vial                                            | französischer Divisionsgeneral der Infanterie                                                                                  | 47    |       |
| 19. Oktober | John Motherby                                          | Regieungsrat in Ostpreußen | 29    |       |
| 19. Oktober | Józef Antoni Poniatowski                               | polnischer General, Marschall von Frankreich                                                                                   | 50    |       |
| 20. Oktober | Jean-Parfait Friederichs                               | französischer General der Infanterie                                                                                           | 40    |       |
| 20. Oktober | Donatien-Marie-Joseph de Vimeur, vicomte de Rochambeau | französischer General | 58    |       |
| 22. Oktober | August Harder                                          | deutscher Musiker, Komponist und Schriftsteller                                                                                | 38    |       |
| 22. Oktober | Charles Scott                                          | US-amerikanischer Politiker |       |       |
| 24. Oktober | Christoph Wilhelm von Koch                             | elsässischer Hochschullehrer für Staatsrecht und Geschichte, Schriftsteller, Bibliothekar, Diplomat und Politiker in Straßburg | 76    |       |
| 24. Oktober | Gottlob August Krille                                  | deutscher Komponist, Kreuzkantor                                                                                               | 34    |       |
| 24. Oktober | Louis Michel Antoine Sahuc                             | französischer General der Kavallerie und Politiker                                                                             | 58    |       |
| 25. Oktober | Josef Sigmund Nachbauer                                | österreichischer Oberleutnant                                                                                                  | 54    |       |
| 30. Oktober | Antoine Guillaume Delmas                               | französischer General | 45    |       |
| 31. Oktober | Ferdinand Maximilien Mériadec de Rohan-Guéméné         | französischer Aristokrat und Geistlicher                                                                                       | 74    |       |

## November
| Tag          | Name                                            | Beruf, bekannt als                                                                                          | Alter | Beleg |
| ------------ | ----------------------------------------------- | --- | ----- | ----- |
| 1. November  | Gotthard Johann Graf Manteuffel                 | Russischer Generalmajor in Koalitionskriegen                                                                | 42    |       |
| 2. November  | Friedrich Ludwig von Bolschwing                 | preußischer Major und Landrat                                                                               | 42    |       |
| 2. November  | Aimé-Sulpice Pelletier                          | französischer General der Kavallerie                                                                        | 40    |       |
| 6. November  | Claude Charles Aubry de La Boucharderie         | französischer Divisionsgeneral der Artillerie                                                               | 40    |       |
| 7. November  | Johann Georg Lämmerhirt                         | deutscher Komponist und Hofbeamter                                                                          | 50    |       |
| 11. November | Nicolas Conroux                                 | französischer Divisionsgeneral der Infanterie                                                               | 43    |       |
| 12. November | Jean de Crèvecoeur                              | US-amerikanischer Schriftsteller französischer Herkunft                                                     | 78    |       |
| 14. November | Antonio de Capmany                              | katalanisch-spanischer Politiker, Historiker, Romanist, Hispanist, Katalanist und Lexikograf                | 70    |       |
| 14. November | Leonard Covington                               | US-amerikanischer Politiker                                                                                 | 45    |       |
| 14. November | William Medows                                  | britischer Offizier und Kolonialgouverneur                                                                  | 74    |       |
| 15. November | August Wilhelm Heidemann                        | deutscher Jurist und Oberbürgermeister von Königsberg                                                       | 40    |       |
| 15. November | Johann Jacob de Lose                            | deutscher Maler                                                                                             |       |       |
| 17. November | Johann Nicolaus Friedrich Brauer                | badischer Beamter und Politiker                                                                             | 59    |       |
| 17. November | Louis Marie de Narbonne-Lara                    | französischer General, Kriegsminister und Diplomat                                                          | 58    |       |
| 17. November | Philipp Wilhelm Otterbein                       | deutsch-amerikanischer Prediger und einer der Gründer der Kirche der Vereinigten Brüder in Christo          | 87    |       |
| 18. November | Friedrich Gottlieb Heinrich Fielitz der Jüngere | deutscher Mediziner                                                                                         | 39    |       |
| 19. November | Johann Ludwig Christ                            | deutscher Pfarrer, Obstbauexperte und Insektenkundler                                                       | 74    |       |
| 19. November | Ferdinand Emonds                                | Stadtschreiber (Kanzleivorsteher), Maire und Präfekturrat unter französischer Verwaltung                    | 59    |       |
| 20. November | Samuel Hitchcock                                | US-amerikanischer Jurist und Politiker                                                                      | 58    |       |
| 21. November | Christian von Eggers                            | deutscher Autor und Staatsmann                                                                              | 55    |       |
| 21. November | William Russell                                 | englischer Komponist                                                                                        | 36    |       |
| 22. November | Carl Gottlob Moritz Gottfried von Pfoertner     | preußischer Landrat                                                                                         | 68    |       |
| 22. November | Johann Christian Reil                           | deutscher Arzt                                                                                              | 54    |       |
| 22. November | Johann Gottfried Vierling                       | deutscher Organist und Komponist                                                                            | 63    |       |
| 23. November | Carl Christian August Paulssen                  | Bürgermeister der Stadt Weimar (1813)                                                                       | 47    |       |
| 24. November | Johann Bernhard Crespel                         | deutscher Jurist und Jugendfreund von Johann Wolfgang von Goethe                                            | 66    |       |
| 24. November | Frédéric-Henri Walther                          | französischer Divisionsgeneral der Kavallerie                                                               | 52    |       |
| 27. November | Friedrich Wilhelm Bossann                       | deutscher Schauspieler                                                                                      |       |       |
| 29. November | Giambattista Bodoni                             | italienischer Stempelschneider (Graveur), Buchdrucker, Typograf und Verleger                                | 73    |       |
| 29. November | Jean-Balthasar Tricklir                         | französischer Cellist und Komponist                                                                         |       |       |
| 30. November | Friedrich August Baumbach                       | deutscher Komponist, Dirigent, Musikschriftsteller und Freimaurer                                           | 60    |       |
| November     | John Colter                                     | US-amerikanischer Trapper, Mitglied der Lewis-und-Clark-Expedition, Entdecker des Yellowstone-Nationalparks |       |       |
| November     | Alessandro Longhi                               | italienischer Maler                                                                                         | 80    |       |

## Dezember
| Tag          | Name                                  | Beruf, bekannt als                                                                                        | Alter | Beleg |
| ------------ | ------------------------------------- | --- | ----- | ----- |
| 1. Dezember  | Ferdinando Bertoni                    | italienischer Organist, Kapellmeister und Komponist                                                       | 88    |       |
| 1. Dezember  | Wilhelmine Oeser                      | deutsche Porträtzeichnerin                                                                                | 58    |       |
| 2. Dezember  | George Dent                           | US-amerikanischer Politiker                                                                               |       |       |
| 2. Dezember  | Franz Joseph Konstantin Schömann      | deutscher Rechtswissenschaftler                                                                           | 31    |       |
| 3. Dezember  | Carl Martin Franz Gebhardt            | deutscher evangelisch-lutherischer Pfarrer, Hochschullehrer, Herausgeber und Verfasser geistlicher Lieder | 63    |       |
| 4. Dezember  | Karl Borromäus Alexander Sessa        | deutscher Arzt und Dramatiker                                                                             | 26    |       |
| 5. Dezember  | Carlo Giovanni Maria Denina           | italienischer Philologe, Historiker                                                                       | 82    |       |
| 8. Dezember  | August Fresenius                      | deutscher Dramatiker und Lyriker                                                                          | 24    |       |
| 8. Dezember  | Johann Philipp Achilles Leisler       | deutscher Arzt und Zoologe                                                                                | 41    |       |
| 9. Dezember  | Benjamin Gottfried Weinart            | sächsischer Jurist, Finanzprokurator, Historiker und Bibliograph                                          | 62    |       |
| 10. Dezember | Jeanbon St. André                     | französischer Präfekt zur Zeit der Revolutionskriege                                                      | 64    |       |
| 11. Dezember | Johann Georg Purmann                  | deutscher Pädagoge                                                                                        | 80    |       |
| 11. Dezember | Stephan Zipff                         | deutscher Mediziner und Hochschullehrer                                                                   | 52    |       |
| 12. Dezember | Heinrich Grenser                      | deutscher Holzblasinstrumentenmacher                                                                      | 49    |       |
| 12. Dezember | Johann Michael Hamann                 | deutscher Lyriker und Pädagoge                                                                            | 44    |       |
| 13. Dezember | Benjamin Stoddert                     | US-amerikanischer Politiker                                                                               |       |       |
| 14. Dezember | Samuel Gränicher                      | Schweizer Maler und Kupferstecher                                                                         | 54    |       |
| 16. Dezember | Georg Wilhelm Vogel                   | Bürgermeister in Jena                                                                                     | 70    |       |
| 17. Dezember | Johann Nicolaus Anton                 | deutscher lutherischer Theologe                                                                           | 75    |       |
| 17. Dezember | Wilhelm Karl von Dyhrn-Schönau        | deutscher Aristokrat, Diplomat, Minister, Unternehmer und Grundbesitzer                                   | 64    |       |
| 17. Dezember | Antoine Parmentier                    | französischer Pharmazeut und Agronom                                                                      | 76    |       |
| 18. Dezember | Baruch Jeitteles                      | Rabbiner, Talmudist und Schriftsteller                                                                    | 51    |       |
| 19. Dezember | James McGill                          | schottisch-kanadischer Unternehmer, Offizier und Philanthrop                                              | 69    |       |
| 19. Dezember | Johann Christoph Röhling              | deutscher Naturforscher und evangelischer Pfarrer                                                         | 56    |       |
| 19. Dezember | Friedrich Seeger                      | deutscher Staats- und Wirtschaftswissenschaftler und Hochschullehrer                                      | 32    |       |
| 19. Dezember | Markus Vetsch                         | Schweizer Freiheitskämpfer                                                                                | 54    |       |
| 19. Dezember | August Friedrich Karl von Ziegesar    | deutscher Kanzler und Generallandschaftsdirektor                                                          | 67    |       |
| 20. Dezember | August Christian Lebrecht von Krafft  | königlich preußischer Generalmajor und zuletzt Kommandant der Festung Breslau                             | 73    |       |
| 23. Dezember | François Étienne Delaroche            | französischer Arzt und Naturforscher                                                                      | 32    |       |
| 23. Dezember | Johann Heinrich Marschhausen          | deutscher Pädagoge und Historiker                                                                         |       |       |
| 23. Dezember | Vittorio Filippo Melano               | italienischer Geistlicher, Erzbischof und Bischof von Novara                                              | 80    |       |
| 23. Dezember | Johann Gottlieb Schummel              | deutscher Schriftsteller                                                                                  | 65    |       |
| 24. Dezember | George Christian von Hippel           | preußischer Hauptmann und Landrat                                                                         |       |       |
| 24. Dezember | Go-Sakuramachi                        | 117. Kaiserin von Japan                                                                                   | 73    |       |
| 26. Dezember | Maria Ernestine Esterházy Starhemberg | österreichische Adelige                                                                                   | 59    |       |
| 26. Dezember | Karl Ferdinand von Görtz              | königlich-preußischer Generalmajor und zuletzt Inspekteur der Kavallerie in Schlesien                     | 63    |       |
| 27. Dezember | Hendrica Brand                        | niederländische Geschäftsfrau                                                                             |       |       |
| 27. Dezember | Gustaf Adolf Reuterholm               | schwedischer Graf und Staatsmann                                                                          | 57    |       |
| 28. Dezember | Christian Ludwig Bachmann             | deutscher Medizin und Musikschriftsteller                                                                 | 50    |       |
| 30. Dezember | Albrecht zu Dohna-Schlodien           | preußischer Offizier und Träger des Ordens Pour le Mérite                                                 | 49    |       |
| 30. Dezember | Ernestine Lambriquet                  | französische Adlige                                                                                       | 35    |       |
| 30. Dezember | Johann David Reinwald                 | deutscher Theaterschauspieler                                                                             |       |       |
| 31. Dezember | Johann Richard von Roth               | deutscher Jurist, Politiker und Professor                                                                 | 64    |       |
| Dezember     | Cornelius Martin Wohlers              | deutscher Kapitän und Kartograf                                                                           |       |       |

## Datum unbekannt
| Tag | Name                                   | Beruf, bekannt als                                                                     | Alter | Beleg |
| --- | -------------------------------------- | -------------------------------------------------------------------------------------- | ----- | ----- |
|     | Íñigo Abbad y Lasierra                 | spanischer Benediktiner und Verfasser der ersten historischen Darstellung Puerto Ricos |       |       |
|     | Théobald Bacher                        | französischer Diplomat                                                                 |       |       |
|     | Benito Pérez Brito                     | spanischer Offizier und Kolonialverwalter, Vizekönig von Neugranada                    |       |       |
|     | William George Browne                  | englischer Reisender, der als Privatier Ägypten und Darfur erkundete                   |       |       |
|     | Gaetano Callido                        | italienischer Orgelbauer                                                               |       |       |
|     | Franz Dietrich von Ditfurth            | deutscher Freimaurer                                                                   |       |       |
|     | Joseph Ignaz von Flüe                  | Schweizer Politiker und Pfarrer                                                        |       |       |
|     | Janus Genelli                          | Landschaftsmaler des Klassizismus                                                      |       |       |
|     | Johann Lorenz Julius von Gerstenberg   | deutscher Graphiker                                                                    |       |       |
|     | Pierre Gouthière                       | französischer Ciseleur                                                                 |       |       |
|     | Johannes de Graaff                     | Gouverneur von Sint Eustatius                                                          |       |       |
|     | William Helms                          | US-amerikanischer Politiker                                                            |       |       |
|     | Karl J. Jacquet                        | österreichischer Theaterschauspieler                                                   |       |       |
|     | Johann Christoph Jeckel                | Hersteller von Hammerklavieren                                                         |       |       |
|     | Balthasar Krems                        | Strumpfwirker, Erfinder einer Nähmaschine                                              |       |       |
|     | Lobsang Thubten Wangchug Jigme Gyatsho | 4. Jebtsundamba Khutukhtu                                                              |       |       |
|     | Vincenzo Panormo                       | italienischer Geigenbauer                                                              |       |       |
|     | Friedrich Pischelberger                | Kontrabassist                                                                          |       |       |
|     | Jaakow Jizchak von Przysucha           | chassidischer Rabbiner und Zaddik                                                      |       |       |
|     | Filippo Quattrocchi                    | italienischer Maler                                                                    |       |       |
|     | Arnold Ludwig von Röhl                 | preußischer Offizier                                                                   |       |       |
|     | Sophronius von Wraza                   | bulgarischer Historiker und Schriftsteller                                             |       |       |
|     | Abraham Uhlfelder                      | bayerischer Hoffaktor und Vorsteher der jüdischen Gemeinde Münchens                    |       |       |
|     | Johann Vollmöller                      | deutscher Historien- und Landschaftsmaler                                              |       |       |